# Ginnastica ai Giochi della XXXIII Olimpiade - Anelli
La finale agli anelli ai Giochi della XXXIII Olimpiade di Parigi si è svolta al Palazzo dello Sport di Parigi-Bercy il 2 agosto.

## Programma
| Data           | Ora (UTC+1) | Turno                           |
| -------------- | ----------- | ------------------------------- |
| 27 luglio 2024 | 11:00       | Qualificazioni - Suddivisione 1 |
| 27 luglio 2024 | 15:30       | Qualificazioni - Suddivisione 2 |
| 27 luglio 2024 | 20:00       | Qualificazioni - Suddivisione 3 |
| 3 agosto 2024  | 15:00       | Finale                          |

## Risultati

### Qualificazioni
A causa della regola dei passaporti "two per country", l'accesso alla finale è consentito soltanto a due atleti per nazione.
| Pos. | Ginnasta               | Nazionalità   | D. Score | E. Score | Penalità | Totale | Note |
| ---- | ---------------------- | ------------- | -------- | -------- | -------- | ------ | ---- |
| 1    | Zou Jingyuan           | Cina          | 6.4      | 8.900    |          | 15.300 | Q    |
| 2    | Liu Yang               | Cina          | 6.4      | 8.833    |          | 15.233 | Q    |
| 3    | Samir Aït Saïd         | Francia       | 6.1      | 8.866    |          | 14.966 | Q    |
| 4    | Glen Cuyle             | Belgio        | 6.3      | 8.600    |          | 14.900 | Q    |
| 5    | Adem Asil              | Turchia       | 6.4      | 8.466    |          | 14.866 | Q    |
| 6    | Eleutherios Petrounias | Grecia        | 6.3      | 8.500    |          | 14.800 | Q    |
| 7    | Vahagn Davtjan         | Armenia       | 6.0      | 8.733    |          | 14.733 | Q    |
| 8    | Harry Hepworth         | Gran Bretagna | 6.1      | 8.600    |          | 14.700 | Q    |
| 9    | Zhang Boheng           | Cina          | 6.0      | 8.666    |          | 14.666 | –    |
| 10   | Asher Hong             | Stati Uniti   | 6.0      | 8.633    |          | 14.633 | R1   |
| 11   | İbrahim Çolak          | Turchia       | 5.9      | 8.633    |          | 14.533 | R2   |
| 12   | Tanigawa Wataru        | Giappone      | 6.0      | 8.466    |          | 14.466 | R3   |

### Finale
| Pos.    | Ginnasta               | Nazionalità   | D. Score | E. Score | Penalità | Totale | Note |
| ------- | ---------------------- | ------------- | -------- | -------- | -------- | ------ | ---- |
| Oro     | Liu Yang               | Cina          | 6.4      | 8.900    |          | 15.300 |      |
| Argento | Zou Jingyuan           | Cina          | 6.4      | 8.833    |          | 15.233 |      |
| Bronzo  | Eleutherios Petrounias | Grecia        | 6.3      | 8.800    |          | 15.100 |      |
| 4       | Samir Aït Saïd         | Francia       | 6.1      | 8.900    |          | 15.000 |      |
| 5       | Adem Asil              | Turchia       | 6.4      | 8.566    |          | 14.966 |      |
| 6       | Vahagn Davtjan         | Armenia       | 6.0      | 8.866    |          | 14.866 |      |
| 7       | Harry Hepworth         | Gran Bretagna | 6.1      | 8.700    |          | 14.800 |      |
| 8       | Glen Cuyle             | Belgio        | 6.3      | 7.533    |          | 13.833 |      |